# Massacre de Makombo
O Massacre de Makombo foi um incidente que ocorreu de 14 a 17 de dezembro de 2009, no distrito de Haut-Uele, na República Democrática do Congo, no povoado e região de Makombo. A Human Rights Watch (HRW) acredita que os ataques, que mataram 321 pessoas, foram perpetrados pelo Exército de Resistência do Senhor, que nega ser responsável.
A série de ataques teve início em 13 de dezembro de 2009, em Mabanga Ya Talo, e prosseguiu até 18 de dezembro, percorrendo para o sudeste até o povoado de Tapili e regressando a noroeste novamente até o ponto de origem — uma passagem para os campos do Exército de Resistência do Senhor no lado norte do rio Uele, perto de Mavanzonguda.